# Burden of Grief
Burden of Grief ist eine deutsche Melodic-Death-Metal-Band aus Kassel, welche 1994 gegründet wurde.

## Bandgeschichte
Burden of Grief wurde im Sommer 1994 von Mike Huhmann (Gesang), den beiden Gitarristen Oliver Eikenberg und Philipp Hanfland und Schlagzeuger Christoph Schellöh in Warburg gegründet. Etwas später kam mit Ulrich Busch ein Bassist hinzu. Bis zum Plattenvertrag mit Grind Syndicate Media nahm die Band drei Demos auf, davon eines mit Produzent Andy Classen (Tankard, Holy Moses). Dieser übernahm auch die Produktion des Debütalbums Haunting Requiems, das 2000 erschien. Christoph Schellöh stieg nach den Aufnahmen, die lediglich Songs der Demos beinhalten, aus. 2001 folgte das zweite Album On Darker Trails. Dieses erschien erneut auf Grind Syndicate Media, wurde jedoch für Massacre Records lizenziert, die auf die Band aufmerksam wurden, als diese auf dem Party.San und dem Wave-Gotik-Treffen spielte.
Das Schlagzeug übernahm Christian Nürnberg, der jedoch aufgrund seines Wehrdienstes nur kurze Zeit in der Band und nur wenige Konzerte mitspielte. Als die Band einen neuen Schlagzeuger in Carsten Schmerer gefunden hatte, stieg Oliver Eikenberg aus. Dirk Bulmahn kam als neuer Bassist, so dass Busch an die Gitarre wechseln konnte. In dieser Besetzung entstanden zwei Lieder für ein Iron-Maiden- und ein Metallica-Tributealbum. 2002 spielte die Band auf dem Summerbreeze ihren bisher größten Auftritt. 2003 folgte ein Auftritt auf dem Kaltenbach Open Air.
2004 zum neuen Album Fields of Salvation wurde mit Sebastian „Robb“ Robrecht ein neuer Schlagzeuger gefunden. Mit der neuen Plattenfirma Remedy Records im Rücken veröffentlichte die Band außerdem das Album Death End Road (2007), aufgenommen mit den beiden Neuzugängen Johannes „Joe“ Rudolph (Gitarre) und Florian Bauer (Bassist). 2010 folgte das Album Follow the Flames, wieder auf Massacre Records. Auf einer limitierten CD mit Coverversionen sind als Gäste Dan Swanö, Andreas Geremia (Tankard) und Sabina Classen (Holy Moses, Temple of the Absurd) zu hören.

## Stil
Burden of Grief spielt melodischen Death-/Thrash Metal, der Elemente des Melodic Death Metal aus Göteborg aufgreift. Die Musik ist daher sehr melodisch und erinnert im Riffaufbau beispielsweise an Iron Maiden.

## Galerie

Burden of Grief, aktuelle Besetzung live auf dem Rockharz 2022
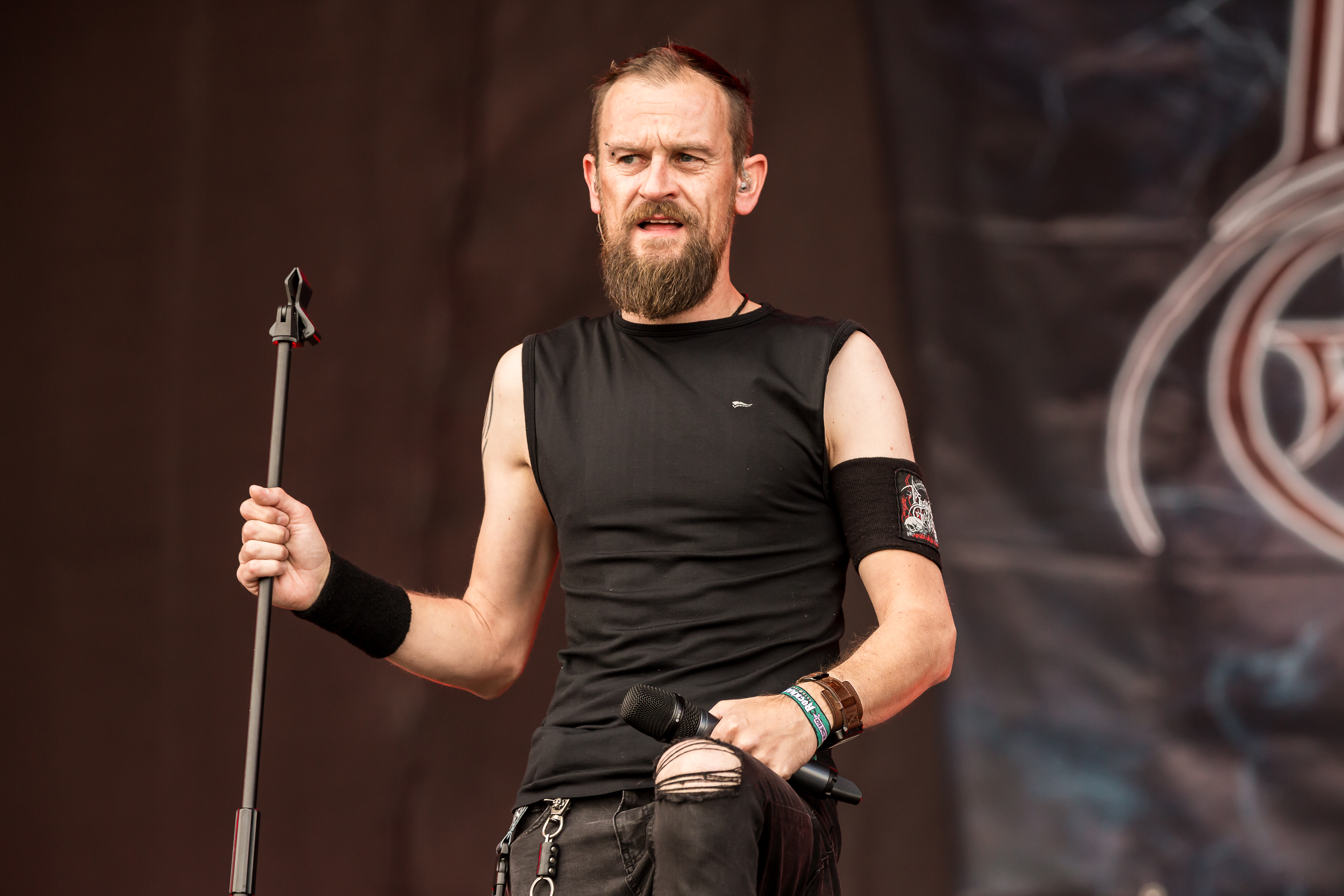
Sänger Mike Huhmann
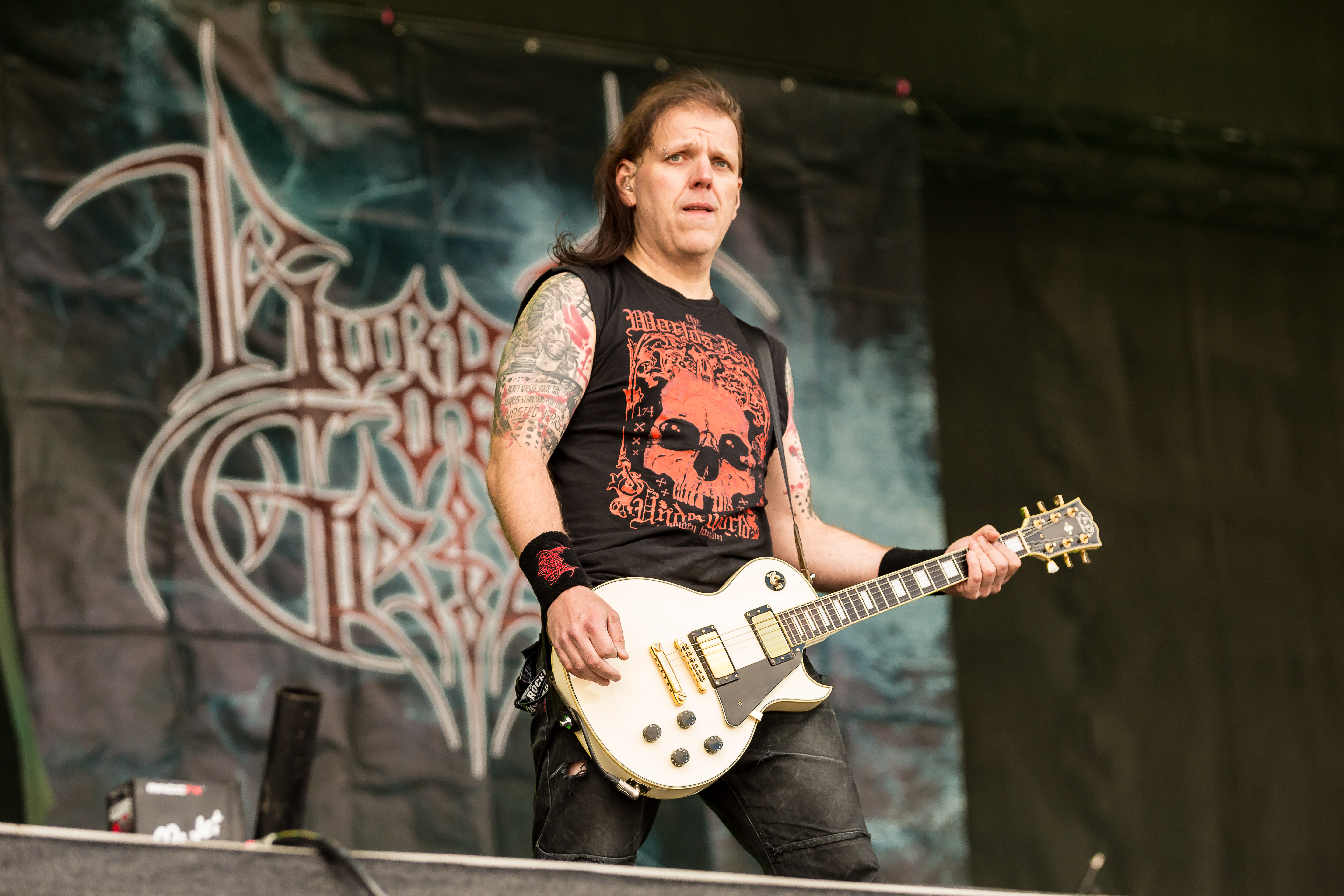
Gitarrist Philipp Hanfland
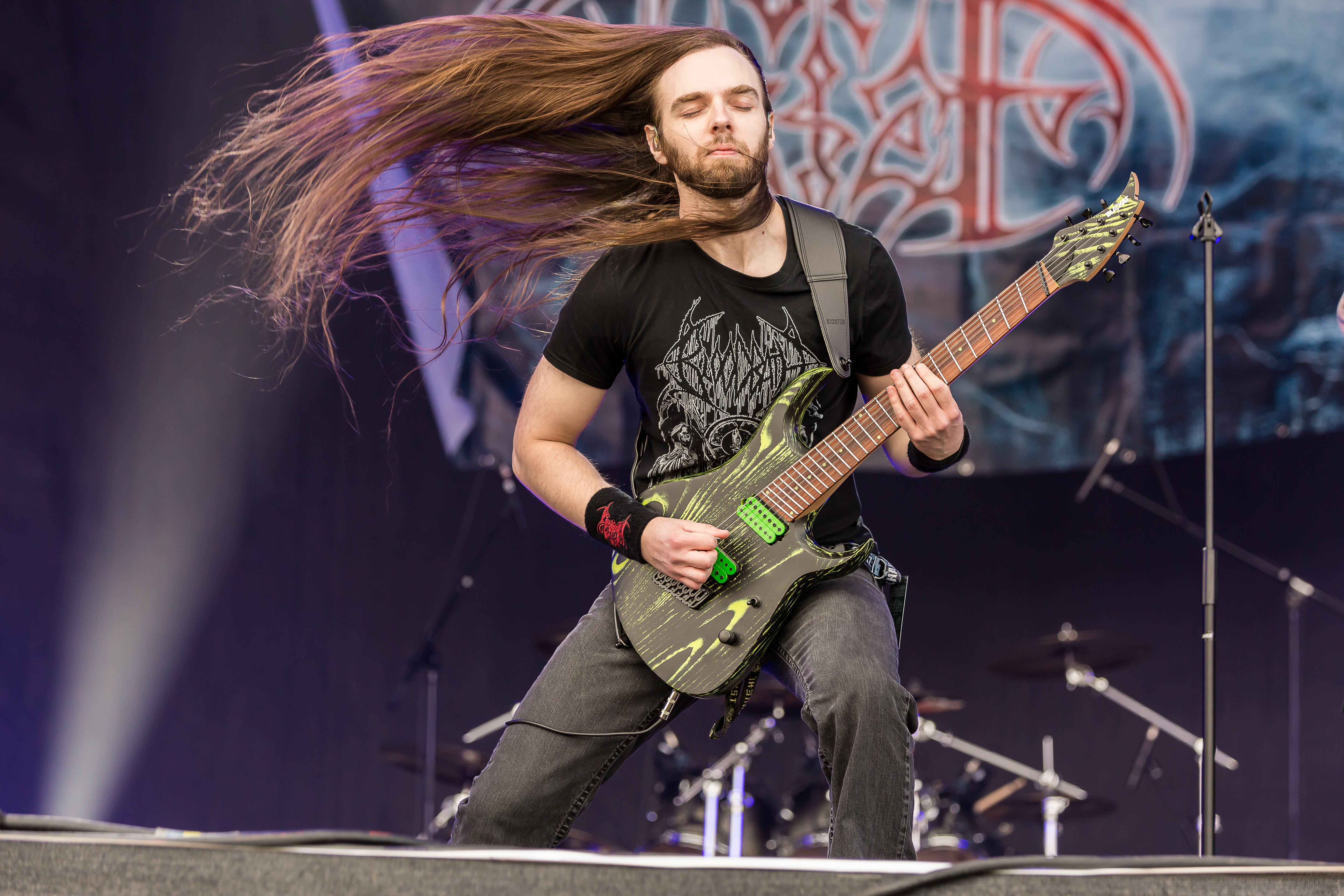
Gitarrist Dominik Hellmuth
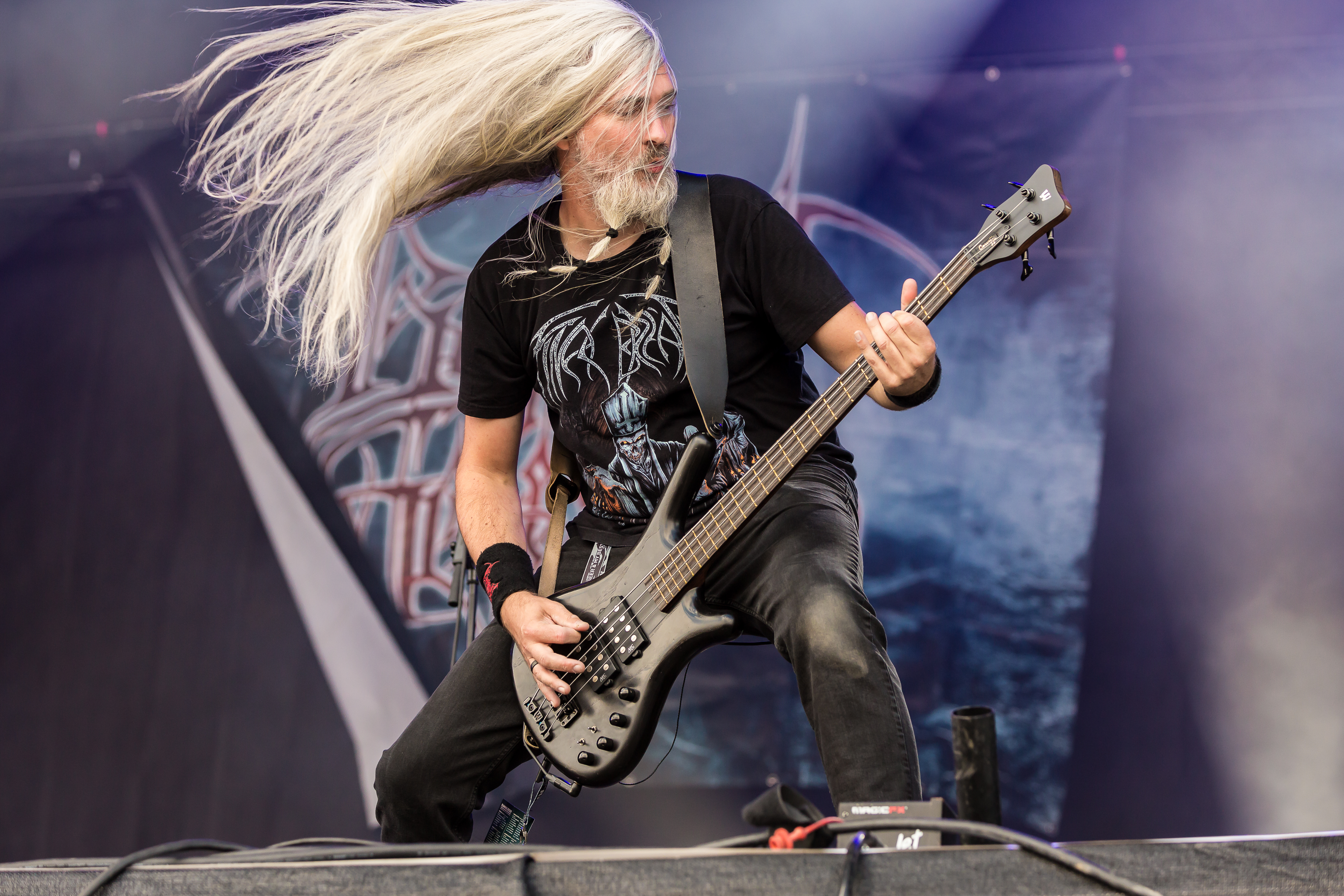
Bassist Florian Bauer
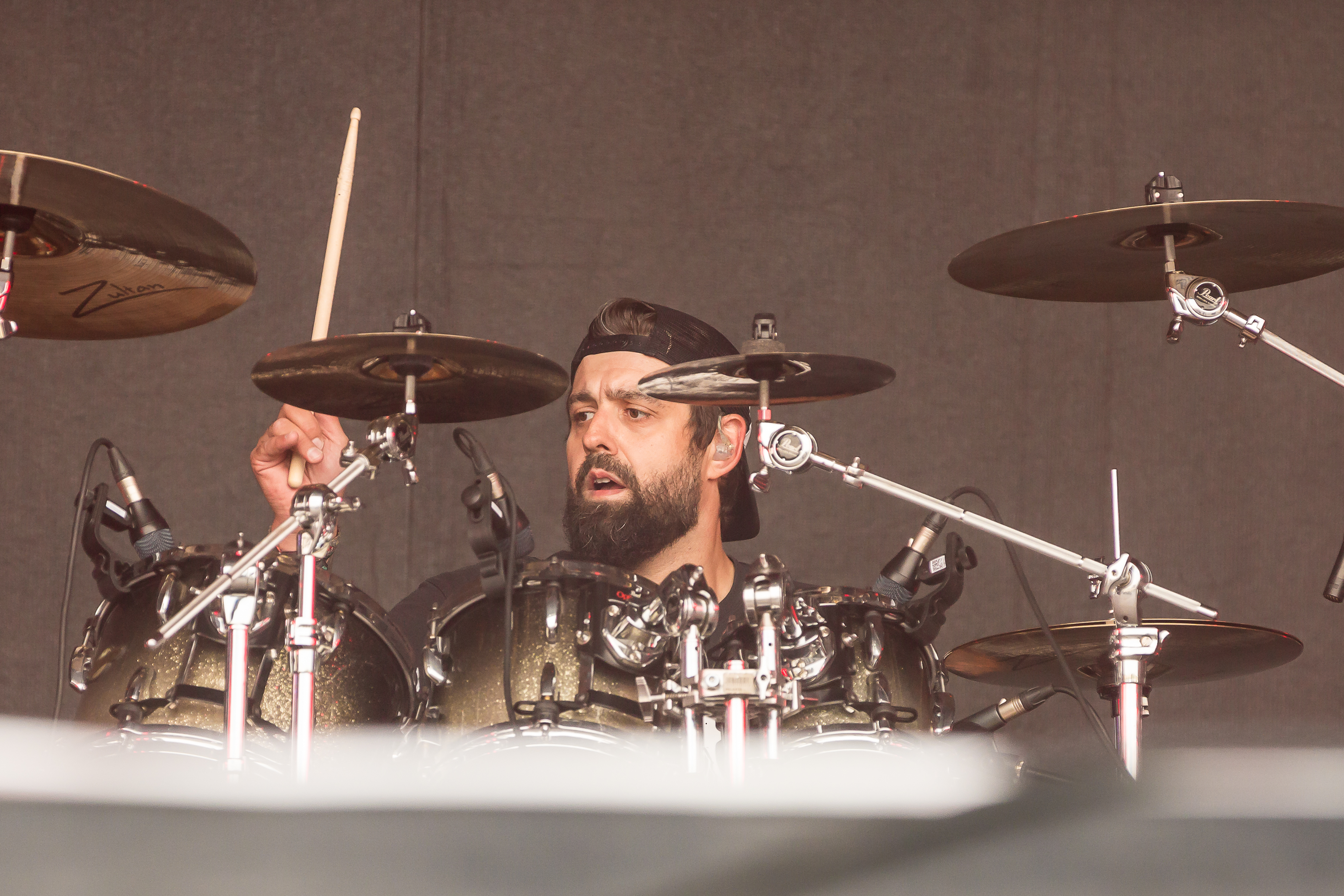
Schlagzeuger Manuel Lüke

## Diskografie
Studioalben
- 2000: Haunting Requiems (Grind Syndicate Media)
- 2001: On Darker Trails (Massacre Records)
- 2004: Fields of Salvation (Remedy Records)
- 2007: Death End Road (Remedy Records)
- 2010: Follow the Flames (Massacre Records)
- 2014: Unchained (Massacre Records)
- 2018: Eye of the Storm (Massacre Records)
- 2023: Destination Dystopia (Massacre Records)

Kompilationsbeiträge
- 2002: Prowler auf A Tribute to the Beast (Tributealbum für Iron Maiden, Nuclear Blast)
- 2002: Master of Puppets auf A Tribute to the Four Horsemen (Tributealbum für Metallica, Nuclear Blast)
- 2005: Raise Your Fist auf The Revivalry – A Tribute to Running Wild (Tributealbum für Running Wild, Remedy Records)

Demos
- 1996: A Duet of Thoughts
- 1997: Above Twilight Wings
- 1999: Eternal Solar Eclipse